# High School Musical 2 (nhạc phim)
High School Musical 2 là album soundtrack cho bộ phim nguyên gốc Disney Channel cùng tên. Nó là album bán chạy thứ hai trong năm 2007 ở Hoa Kỳ, chỉ đứng sau Noël của Josh Groban.
Leo lên đến vị trí quán quân của Billboard 200 (và giữ nguyên vị trí này trong 4 tuần tiếp đó), Amazon.com và iTunes Store,, đây là soundtrack đầu tiên của một bộ phim truyền hình có mặt ở vị trí quán quân trên các bảng xếp hạng của Billboard. Album đã đạt được chứng nhận 2x Bạch kim ở Hoa Kỳ (2.000.000 bán được) trong tuần đầu tiên phát hành. Đến tháng 12 năm 2007, nó đã bán được 3 triệu bản ở Hoa Kỳ và hơn 5 triệu bản trên toàn thế giới.

## Danh sách track
| STT | Nhan đề                                       | Thể hiện                                  | Thời lượng |
| --- | --------------------------------------------- | ----------------------------------------- | ---------- |
| 1.  | "What Time Is It?"                            | Các diễn viên trong High School Musical 2 | 3:19       |
| 2.  | "Fabulous"                                    | Ashley Tisdale, Lucas Grabeel             | 3:02       |
| 3.  | "Work This Out"                               | Các diễn viên trong High School Musical 2 | 3:03       |
| 4.  | "You Are the Music in Me"                     | Zac Efron, Vanessa Hudgens, Olesya Rulin  | 3:28       |
| 5.  | "I Don't Dance"                               | Corbin Bleu, Lucas Grabeel                | 3:37       |
| 6.  | "You Are the Music in Me (Phiên bản Sharpay)" | Ashley Tisdale, Zac Efron                 | 2:29       |
| 7.  | "Gotta Go My Own Way"                         | Vanessa Hudgens, Zac Efron                | 3:42       |
| 8.  | "Bet on It"                                   | Zac Efron                                 | 3:20       |
| 9.  | "Everyday"                                    | Zac Efron, Vanessa Hudgens                | 4:37       |
| 10. | "All for One"                                 | Các diễn viên trong High School Musical 2 | 4:13       |
| 11. | "Humuhumunukunukuapua'a"                      | Ashley Tisdale, Lucas Grabeel             | 3:09       |

### Wal-MartExclusive: High School Musical 2 2-Disc Collector's Edition Soundtrack
| Đĩa 1 | Đĩa 1                                         | Đĩa 1                                     | Đĩa 1      |
| STT   | Nhan đề                                       | Thể hiện                                  | Thời lượng |
| ----- | --------------------------------------------- | ----------------------------------------- | ---------- |
| 1.    | "What Time Is It?"                            | Các diễn viên trong High School Musical 2 | 3:19       |
| 2.    | "Fabulous"                                    | Ashley Tisdale, Lucas Grabeel             | 3:02       |
| 3.    | "Work This Out"                               | Các diễn viên trong High School Musical 2 | 3:03       |
| 4.    | "You Are the Music in Me"                     | Zac Efron, Vanessa Hudgens, Olesya Rulin* | 3:28       |
| 5.    | "Humuhumunukunukuapua'a"                      | Ashley Tisdale, Lucas Grabeel             | 3:09       |
| 6.    | "I Don't Dance"                               | Corbin Bleu, Lucas Grabeel                | 3:37       |
| 7.    | "You Are the Music in Me (Phiên bản Sharpay)" | Ashley Tisdale, Zac Efron                 | 2:29       |
| 8.    | "Gotta Go My Own Way"                         | Vanessa Hudgens, Zac Efron                | 3:42       |
| 9.    | "Bet On It"                                   | Zac Efron                                 | 3:20       |
| 10.   | "Everyday"                                    | Zac Efron, Vanessa Hudgens                | 4:37       |
| 11.   | "All for One"                                 | Các diễn viên trong High School Musical 2 | 4:13       |

- Disc 2: DVD Bonus

### Chú ý
- * Olesya Rulin có tham gia hát trong "You Are the Music In Me", nhưng tên cô không được chính thức ghi vào danh sách thực hiện.
- Lucas Grabeel đã thu âm ca khúc "You Got It" đã được chơi trong phim (lúc Ryan và Sharpay lái xe đến Lava Springs). Ca khúc đã được cho phép mua trên iTunes, tuy nhiên không được phát hành đĩa.
- Ngày 18 tháng 11 năm 2007, High School Musical 2 đã đoạt giải Album soundtrack xuất sắc nhất tại giải thưởng thường niên American Music Awards lần thứ 35.

## Xếp hạng
| Bảng xếp hạng (2007)             | Vị trí cao nhất | Doanh số   |
| -------------------------------- | --------------- | ---------- |
| U.S. Billboard 200               | 1               | 3.299.880+ |
| Canadian Top 100 Albums Chart    | 1               | 150,000+   |
| UK Compilation Albums Chart*     | 1               | 300,000    |
| German Top 100 Albums Chart      | 5               | 200,000+   |
| Australian ARIA Albums Chart     | 4               | 100,000+   |
| Belgium IFPI Albums Chart        | 48              | -          |
| Greek International Albums Chart | 10              | -          |
| Italian Albums Chart             | 1               | 80,000+    |
| French Albums Chart              | 12              | 75,000+    |
| Mexican Top 100 Albums Chart     | 2               | 100,000+   |
| New Zealand RIANZ Albums Chart   | 3               | 30,000+    |
| Norwegian Top 40 Albums Chart    | 4               | 10,000+    |
| Polish Top 50 Albums Chart       | 2               | 35,000+    |
| Swedish comprehensive chart      | 10              | 20,000     |
| Swiss Top 100 Albums Chart       | 6               | 30,000+    |
| Venezuelan Top 40 Albums Chart   | 2               | 20,000+    |
| Argentine Top 50 Albums Chart    | 1               | 80,000+    |

* Ở Anh, các album biên tập của nhiều nghệ sĩ không được xếp vào Top 200 Artist Albums.

## High School Musical 2 (Phiên bản Hindi)
Hãng Times Music của Ấn Độ, phát hành một phiên bản 2 đĩa đặc biệt tiếng Hindi của album gốc. Soundtrack được phát hành ngày 26 tháng 10 năm và 2 video âm nhạc đã được phát sóng trên Disney Channel Ấn Độ ngày 7 tháng 9 năm 2007.